# Simon Langham
Simon Langham OSB (ur. ok. 1315 w Langham, zm. 22 lipca 1376 w Awinionie) – angielski kardynał, Lord Kanclerz.

## Życiorys
W 1335 wstąpił do zakonu benedyktynów, a następnie rozpoczął studia w Oxfordzie, których jednak nie ukończył. Następnie przyjął święcenia kapłańskie i wkrótce został przeorem klasztoru w Westminster. Od 1360 do 1363 był Lordem Wielkim Skarbnikiem króla Edwarda III. Pod koniec 1360 został mianowany biskupem Londynu, jednak odmówił przyjęcia godności.
10 stycznia 1362 został wybrany biskupem Ely. Sakrę biskupią przyjął 20 marca. 19 lutego 1363 został Lordem Kanclerzem, zrezygnował z tego urzędu w momencie nominacji arcybiskupiej w 1366. 24 lipca tegoż roku został mianowany arcybiskupem Canterbury. 22 września 1368 został kreowany kardynałem prezbiterem i otrzymał kościół tytularny San Sisto. Ponieważ król nie wyraził zgody, na promocję kardynalską, stwierdził, że Langham powinien utracić arcybiskupstwo Canterbury. Edward III usiłował odebrać archidiecezję, lecz Langham postanowił dobrowolnie się jej zrzec, a następnie udał się do Awinionu, gdzie przebywał papież. W sierpniu 1373 został podniesiony do rangi kardynała biskupa i objął diecezję suburbikarną Palestriny. Rok później ponownie został wybrany arcybiskupem Canterbury, lecz papież nie zgodził się na nominację. Langham chciał powrócić do Anglii i w końcu Grzegorz XI wyraził na to zgodę, lecz w przeddzień wyjazdu kardynał zmarł w wyniku udaru.